# Je suis Charlie

Bố cục tiêu chuẩn, như được sao chép từ trang web Charlie Hebdo

Bìa trước của phiên bản ngày 14 tháng 1 năm 2015, với một yranh biếm họa cùng phong cách với trang bìa ngày 3 tháng 11 năm 2011, sử dụng cụm từ "Je suis Charlie"

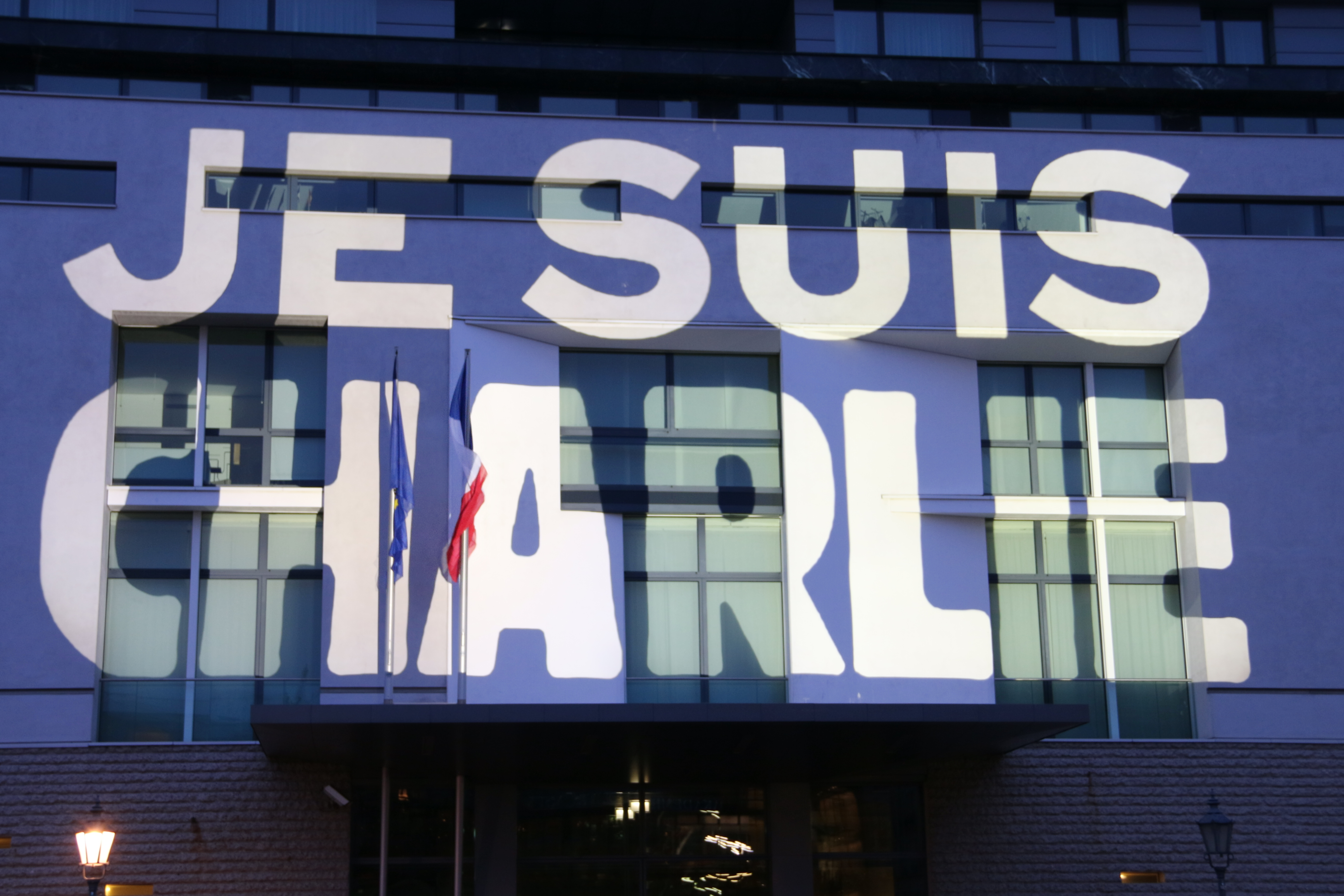
Slogan chiếu trên Đại sứ quán Pháp tại Berlin

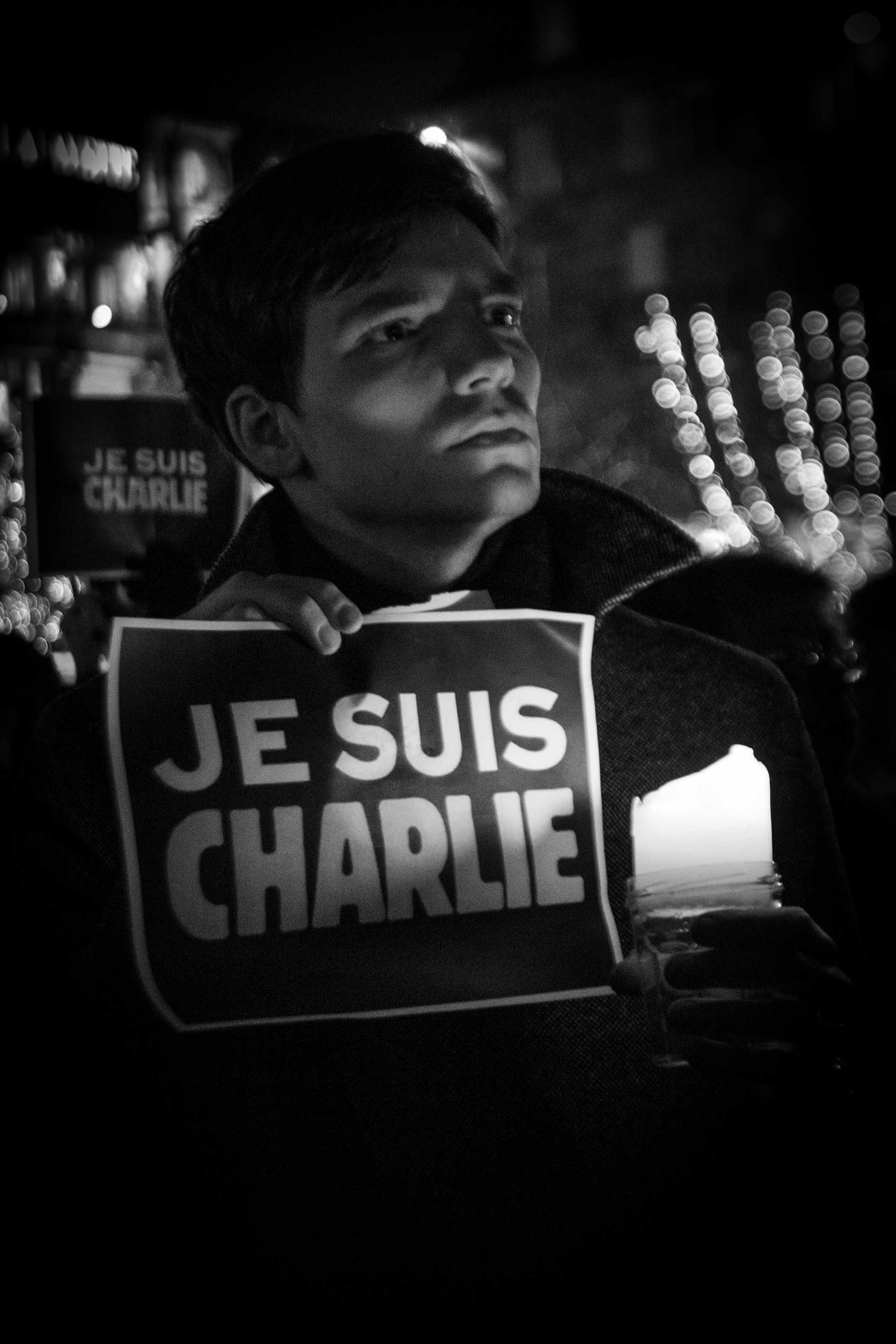
Ngày 1 tháng 7 ở Strasbourg

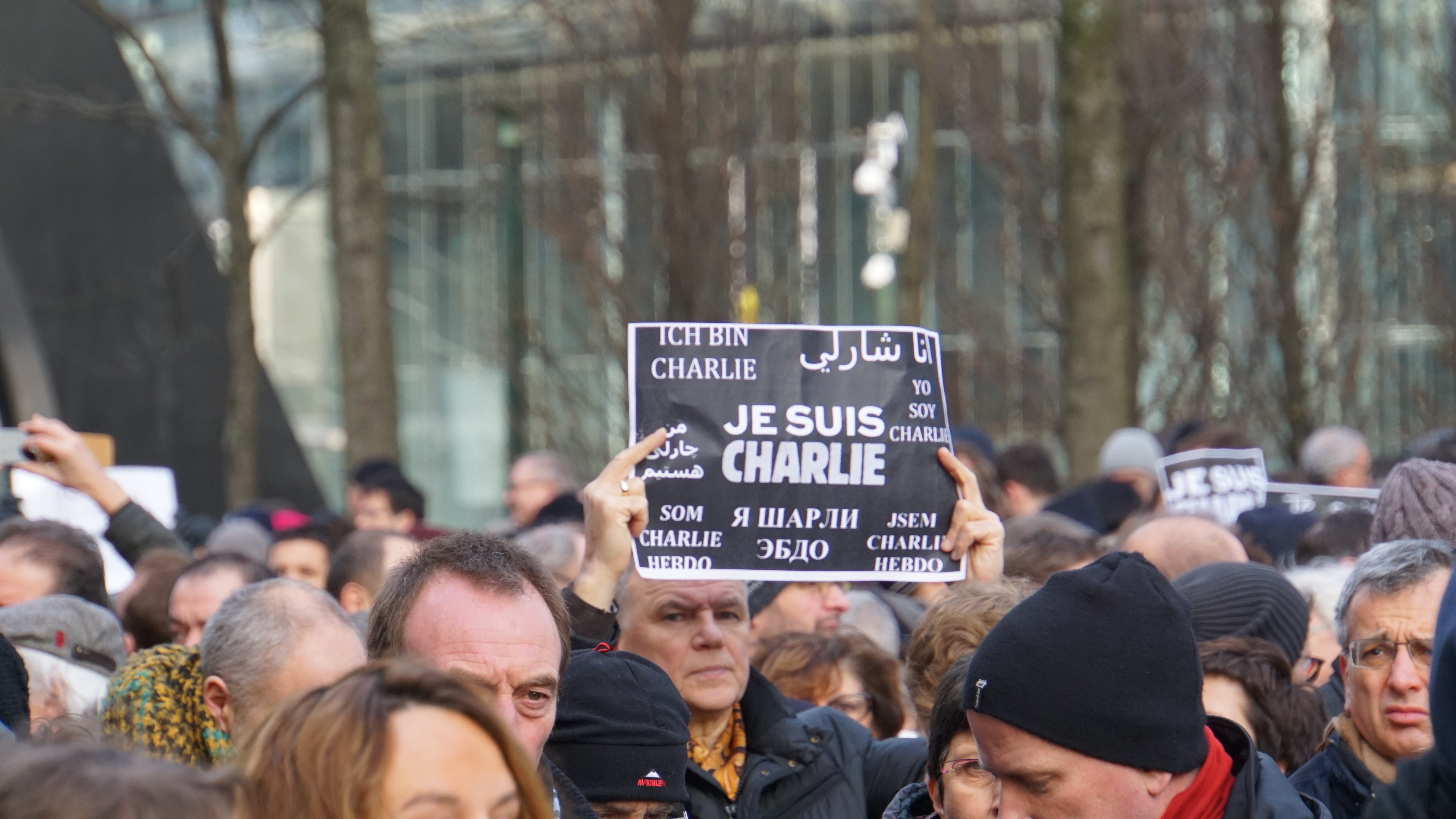
"Je suis Charlie" trong nhiều ngôn ngữ trong Brussels, 11 tháng 1 năm 2015

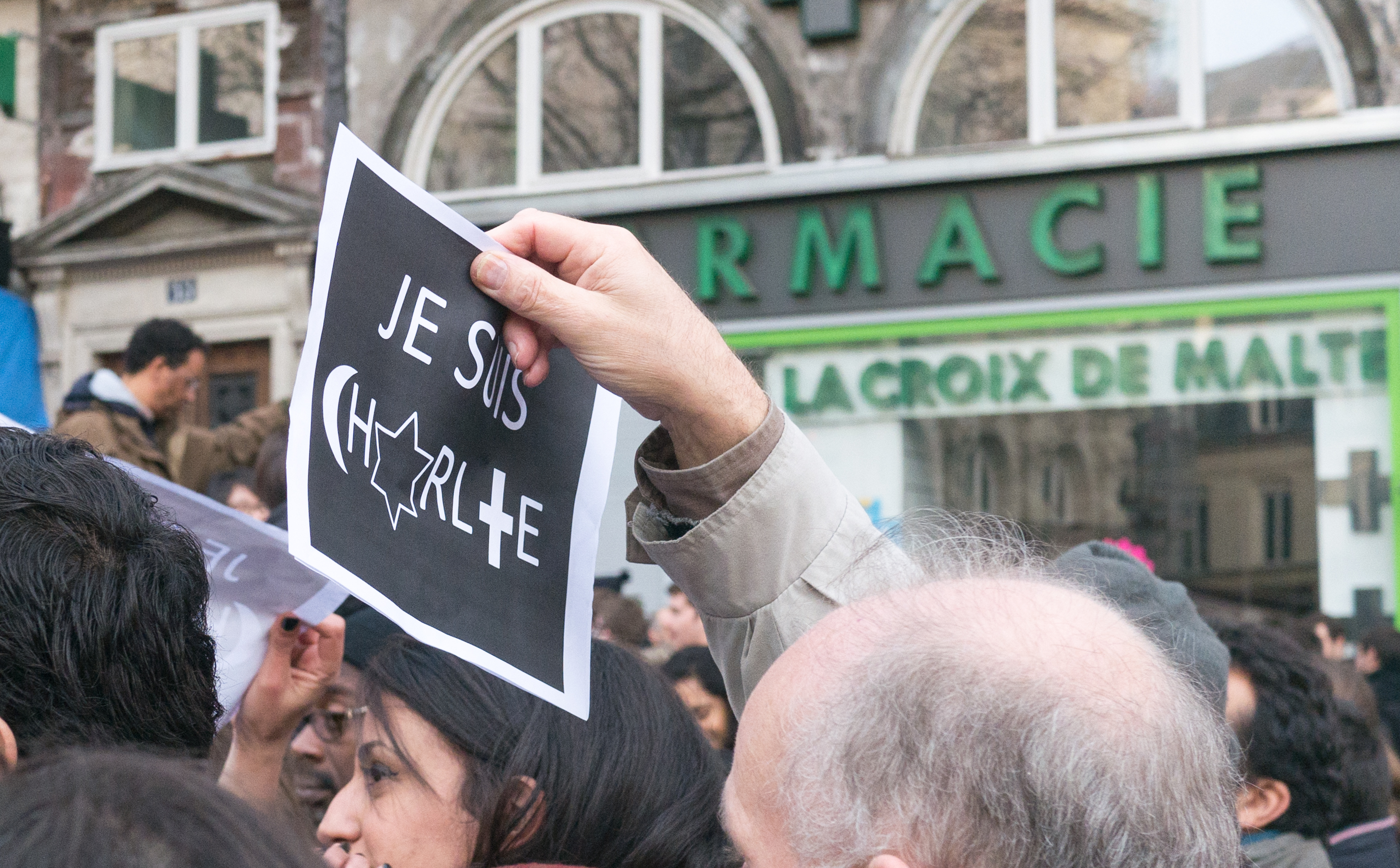
Với các biểu tượng của ba chính các tôn giáo khởi nguồn từ Abraham

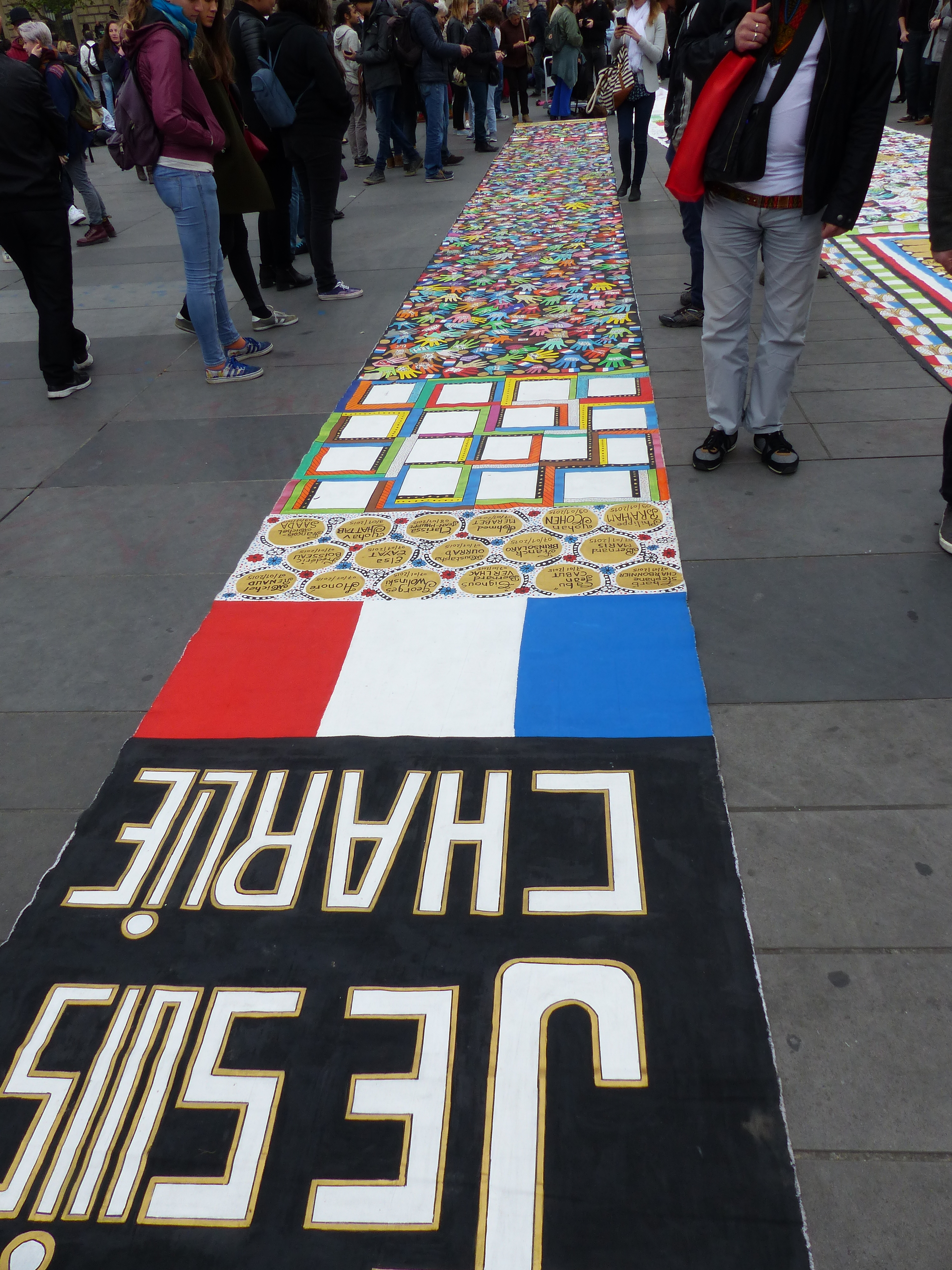
Place de la République, Paris

"Je suis Charlie"  (phát âm tiếng Pháp: [ʒə sɥi ʃaʁli], Pháp cho '"Tôi là Charlie"') là một khẩu hiệu và logo được tạo ra bởi giám đốc nghệ thuật Pháp Joachim Roncin và được những người ủng hộ tự do ngôn luận và tự do báo chí chấp nhận sau ngày 7 tháng 1 năm 2015 trong đó mười hai người đã bị giết tại các văn phòng của tờ tuần báo châm biếm Pháp Charlie Hebdo. Nó xác định một người nói hoặc người hỗ trợ với những người đã bị giết trong vụ nổ súng Charlie Hebdo, và bằng cách mở rộng, một người ủng hộ tự do ngôn luận và chống lại các mối đe dọa vũ trang. Một số nhà báo chấp nhận biểu hiện như một tiếng kêu biểu tình cho sự tự do thể hiện bản thân.
Khẩu hiệu lần đầu tiên được sử dụng trên Twitter. Trang web của Charlie Hebdo đã ngừng hoạt động ngay sau khi quay và khi nó được phát hành trở lại, nó mang huyền thoại Je suis Charlie trên nền đen, một bản PDF chứa các bản dịch bằng bảy ngôn ngữ đã được thêm vào ngay sau đó. Tuyên bố này được sử dụng làm hashtag #jesuischarlie và #iamcharlie trên Twitter, dưới dạng máy tính và nhãn dán được in bằng tay hoặc được hiển thị trên điện thoại di động tại vigils và trên nhiều trang web, đặc biệt là các trang web truyền thông.
Trong vòng hai ngày sau vụ tấn công, khẩu hiệu đã trở thành một trong những hashtag tin tức phổ biến nhất trong lịch sử Twitter.Je suis Charlie đã được thông qua trên toàn thế giới, được sử dụng trong âm nhạc, được hiển thị trong phim hoạt hình in và hoạt hình (bao gồm The Simpsons), và trở thành tên mới của một quảng trường thị trấn ở Pháp.
Vào ngày 12 tháng 1, Charlie Hebdo đã tiết lộ trang bìa của vấn đề ngày 14 tháng 1, dự kiến sẽ được công bố một tuần sau khi các cuộc tấn công bắt đầu. Trang bìa có một phim hoạt hình của nhà tiên tri Hồi giáo Muhammad rơi nước mắt trong khi cầm tấm biển Je suis Charlie, bên trên dòng chữ "Tout est pardonné" ("Tất cả được tha thứ").